# Drino nigricauda
Drino nigricauda är en tvåvingeart som beskrevs av Thompson 1966. Drino nigricauda ingår i släktet Drino och familjen parasitflugor. Inga underarter finns listade i Catalogue of Life.